# Newmarket Hornets
I Newmarket Hornets sono stati una squadra di football americano di Newmarket, in Gran Bretagna. Fondati nel 1985, hanno chiuso nel 1993.

## Dettaglio stagioni

### Tornei nazionali

#### BGFL Premiership
| Stagione | regular season | regular season | regular season | regular season | regular season | regular season | playoff | playoff | playoff | playoff | playoff | playoff   | playoff    |
|          | Vin            | Par            | Per            | Tot            | PF             | PS             | Vin     | Per     | Tot     | PF      | PS      | risultato | avversaria |
| -------- | -------------- | -------------- | -------------- | -------------- | -------------- | -------------- | ------- | ------- | ------- | ------- | ------- | --------- | ---------- |
| 1988     | 7              | 0              | 3              | 10             | 130            | 53             | -       | -       | -       | -       | -       | -         | -          |
| Totale   | 7              | 0              | 3              | 10             | 130            | 53             | -       | -       | -       | -       | -       |           |            |

Fonti: Enciclopedia del Football - A cura di Roberto Mezzetti

#### Budweiser League First Division
| Stagione | regular season | regular season | regular season | regular season | regular season | regular season | playoff | playoff | playoff | playoff | playoff | playoff   | playoff    |
|          | Vin            | Par            | Per            | Tot            | PF             | PS             | Vin     | Per     | Tot     | PF      | PS      | risultato | avversaria |
| -------- | -------------- | -------------- | -------------- | -------------- | -------------- | -------------- | ------- | ------- | ------- | ------- | ------- | --------- | ---------- |
| 1987     | 5              | 0              | 5              | 10             | 174            | 142            | -       | -       | -       | -       | -       | -         | -          |
| Totale   | 5              | 0              | 5              | 10             | 174            | 142            | -       | -       | -       | -       | -       |           |            |

Fonti: Enciclopedia del Football - A cura di Roberto Mezzetti